# أوليفر هولدن
أوليفر هولدن هو ملحن وسياسي أمريكي، ولد في 18 سبتمبر 1765، وتوفي في 4 سبتمبر 1844. انتخب عضو مجلس نواب ماساتشوستس ‏.

## وصلات خارجية
- أوليفر هولدن على موقع ميوزك برينز (الإنجليزية)
- أوليفر هولدن على موقع ديسكوغز (الإنجليزية)